# Henry Ljungmann
Henry Ljungmann, né le 3 décembre 1897, est un ancien sauteur à ski norvégien.

## Palmarès

### Championnats du monde
| Épreuve / Édition | Johannisbad 1925 |
| Individuel        | Argent           |